# スーパーモタード

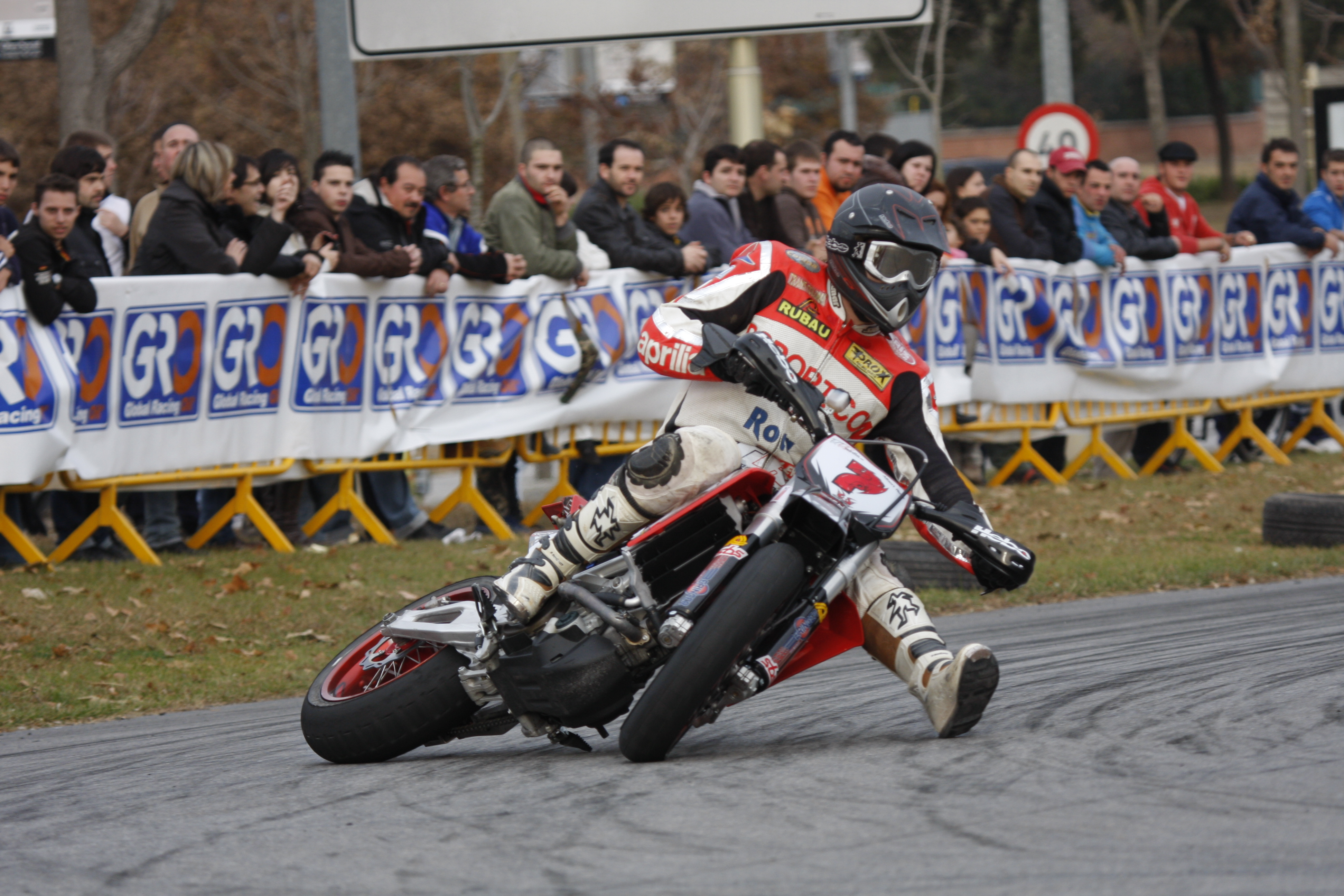
ターマックセクションでのスライドライディング（ドリフト走行）

スーパーモタード（英語: Supermotard）は、オートバイのレースのひとつである。「スーパーモト (Supermoto)」や、単純に「モタード」とも呼ばれる。近年では、このレースに基づいた様式の車両そのものや、その車体種別（形態、ジャンル）を指す場合もある。サイドカーで行われる「スーパーサイダー」または「スーパーサイド」や全地形対応車（クアッド/四輪バイク）で行われる「スーパークアダー」または「スーパークアッド」もこれに含まれる。

## 競技概要

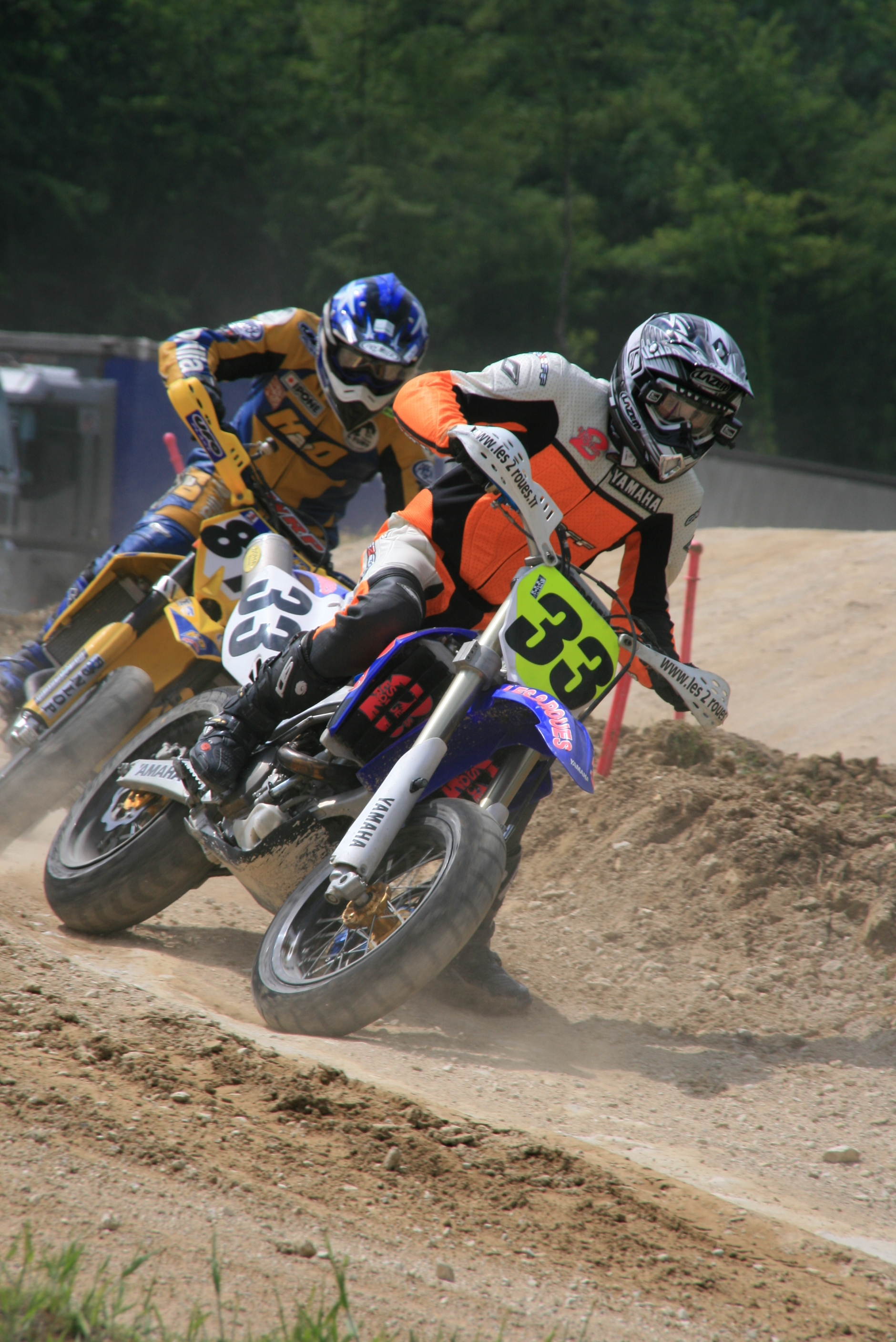
スリックタイヤでダート走行をするモタードマシン

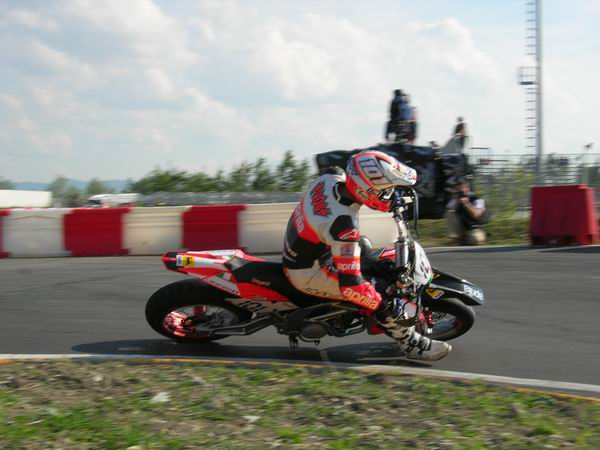
モタードマシンのコーナーリング

コースは、原則的に舗装されたアスファルト路面（ターマック）8割と未舗装路面（ダート）2割を基準に織り交ぜたコースを使用するが、一部ではターマックだけのコースやダートの比率を上げたコースもある。
レース車両はモトクロッサーをベースにして、14インチから19インチのホイールにオンロード用タイヤやモタード競技専用タイヤを装着し、前後のサスペンションやフロントブレーキなどを強化したオートバイを使用する。エンジン形式は水冷4ストローク単気筒が主流（2ストロークはエンジンブレーキがかかりづらく、ターマックでのスライドが難しい）。競技車両は当初は市販のモトクロッサーを改造して行われていたが、近年では欧州のメーカーを中心にモタード専用設計の車両を販売している。
ライダーの装備はモトクロス用ヘルメットとゴーグルとブーツに、オンロード用のレーシングスーツを着用するのが一般的である。
レースではターマックセクションのハイスピードなコーナリングや、ダートセクションの激しいスライド走行やジャンプが見られる。

## 歴史
スーパーモトはレースプロモーターのGavin Trippeがロードレースとダートトラックレース、モトクロスの特徴を1つのサーキットに取り入れて、1979年に始まった。今日の多くのコースは70%のアスファルトと30%のダートで構成されるのに対し、当初のコースはおおむね半分ずつであった。スーパーモトレースは5年にわたって毎年開かれ、スーパーバイカーズという名称で、ABCの番組『Wide World of Sports』で放送された。しかし、1985年には北米でのスーパーモトは衰退した。一方、ヨーロッパではフランスを中心に広がりを見せ、スーパーモタードと呼ばれるようになった。北米で衰退してから18年後の2003年になって北米でもスーパーモトが復興し、AMAやスーパーモトカナダとして行われるようになった。
ヨーロッパに伝播したスーパーモタードは、フランスのシャルル・ド・ゴール空港近くのキャロルサーキットで行われていた。「ギドン・ドール (Guidon D'or)」（直訳で「黄金のハンドル」）というこのイベントでは、ケニー・ロバーツやフレディ・スペンサー、エディ・ローソン、ジェフ・ワードの他にもランディ・マモラやワイン・ガードナー、ウェイン・レイニーといったロードレーサーと、AMAモトクロスとモトクロス世界選手権チャンピオンのジャン・ミシェル・バイルやパリダカで6回の総合優勝を獲得したステファン・ペテランセルなど、モトクロスやエンデューロ出身のライダー達によって競われた。ヨーロッパでは基となる車両がほぼモトクロッサーだけとなり、タイヤも前後19インチのダートトラック用タイヤではなく、前後17インチ程度の小径ホイールにオンロード用タイヤあるいはモタード専用タイヤを履かせたものが主流となり、以降これがスーパーモタードの標準となった。
こうしてヨーロッパで熟成されたスーパーモタードはフランス選手権からヨーロッパ選手権へと拡大し、日本でも知られるようになった。2002年からは世界選手権が開催され、アメリカではエックスゲームズの種目としても採用された。

### 日本での歴史
日本では『TOSHIBAスポーツBOX』でABCの『Wide World of Sports』の様子が紹介されたほか、雑誌などでも紹介され、1980年代頃には前後ホイールや足回りをスーパーバイカーズ風に改造した車両が極少数ながら存在しており、それらによるレースも小規模ながら企画・開催されていた。ただし当時の日本ではダート部分を含んだコースを準備するのが難しく、舗装路（ターマック）に特化したコースでの開催が主となったこともあって「ターミネーター」と呼ばれたりもしていた。このために使用される車両も、モトクロッサーなどを基にしながらもオンロード用バイクのサスペンションを組み込んだりと、ターマックに特化したコースにあわせたものとなり、アメリカやヨーロッパとは少し違った趣きを呈していた。
日本で最初の本格的なスーパーモタードのレースイベントといえるものは、1993年（平成5年）8月に鈴鹿サーキットで行われた『鈴鹿スーパーバイカーズ』である。このレースは、鈴鹿サーキット南コースとダートコースを組み合わせた特設サーキットで行なわれた。トップライダーをはじめさまざまなカテゴリーのライダーが参戦し、レースではモトクロスライダーの東福寺保雄が優勝した。エントリーしたバイクはモトクロッサーだけでなく、市販のレーサーレプリカやダートトラック用のマシンなど、ノウハウがなかったがゆえに雑多でバラエティに富んだものであった。また、バイクレースのオフシーズンである冬から春にかけて開催されたレースでは、ロードレースからは阿部典史、塚本昭一、宗和孝宏、モトクロスからは芹沢太麻樹や宮内隆之といったトップライダーが次シーズンに向けてのトレーニングを兼ねて参加し、さらに当時はすでに第一線からは退いていた平忠彦や前述の東福寺など、かつて全日本選手権で活躍したライダーもエントリーしていた。鈴鹿スーパーバイカーズは1994年（平成6年）からシリーズ化され、ダート区間こそなくなったものの、鈴鹿ワンデーヒーローズのカテゴリーのひとつとして現在も南コースで開催されている。
鈴鹿での成功を受けて富士スピードウェイや筑波サーキットでも同様のレースが開催された。
2001年（平成13年）の12月にオーバーオールというレースが静岡県森町デイトナスライドパークで行なわれた。2003年（平成15年）の4月には、日本のスーパーモタード選手権「MOTO1」が森町デイトナスライドパークで最初に行なわれ、各地でMOTO1が行なわれるようになった。2005年（平成17年）からはMFJ公認レースとして、全日本選手権の「MOTO1オールスターズ」が開催されている。こうして日本国内でのレースが充実するにつれ、近年ではアメリカやフランスなどの海外へ進出する日本人ライダーが増えている。

## 海外参戦した代表的な日本人ライダー
- 佐合潔（2006年 - 現在、AMA アメリカ）
- 増田智義（2006年、AMA アメリカ）
- 松本康（2007年、AMA アメリカ / 2009年、FIM ヨーロッパ）
- 佐野新世（2004年 - 2012年、FFM フランス）
- 芹沢太麻樹（1995年、Guidon d'or フランス）
- 富田真司（2008年、FIM ヨーロッパ）
- 新井誠（2018年、アジアスーパーモト選手権）

## スーパーモタード風の公道用市販車
スーパーモタードがレースの一ジャンルとして確立されて広く認知されると、モトクロッサーやデュアルパーパスモデルなどをスーパーモタード用車両に似せた外観とする改造が個人や店舗レベルで行われるようになり、車両メーカーもスーパーモタード風の公道走行用モデルを市販しはじめた。いち早くスーパーモタード風のモデルをラインナップに加えたのはKTMやハスクバーナといった、欧州のオフロード車を古くから製造販売するメーカーであった。
スーパーモタード風の公道用市販モデルの特徴はデュアルパーパスモデルに近く、他のオンロード向けスポーツモデルよりも細身で軽量の車体に、起伏が小さいシートと幅が広くて高めのステアリングが備わる。搭載されるエンジンは単気筒ないし2気筒で、出力特性は比較的低い回転域から高いトルクを発生する。サスペンションは舗装路での走行安定性を重視した特性とされ、17インチのタイヤを備えるモデルが多い。こうした車体特性から、市街地での利用をはじめとして公道で扱いやすく、手軽にスポーツ走行が楽しめる車種として認知されている。欧州の一部の国では、スーパーモタードがオフロード系車種が基であることからデュアルパーパスの一部として認識され、スーパースポーツなどの高性能オンロード系車種よりも損害賠償保険の料金設定が安くなる。
日本ではジムカーナにスーパーモタード風の車種が多く使われるようになった。以前よりジムカーナではオフロードバイクの車体特性は有利であると認知されていたが、ジムカーナ用として満足な性能を持つタイヤがなかったため少数派であった。ところが各社からDトラッカーやXRモタード、DR-Z400SMなどが発売されると、ジムカーナにおけるモタード車の割合は激増して好成績を収め、この出来事はメディアでも紹介された。。

## 代表的な車種

### 日本国外
- KTM
  - SMR(450/525/560)

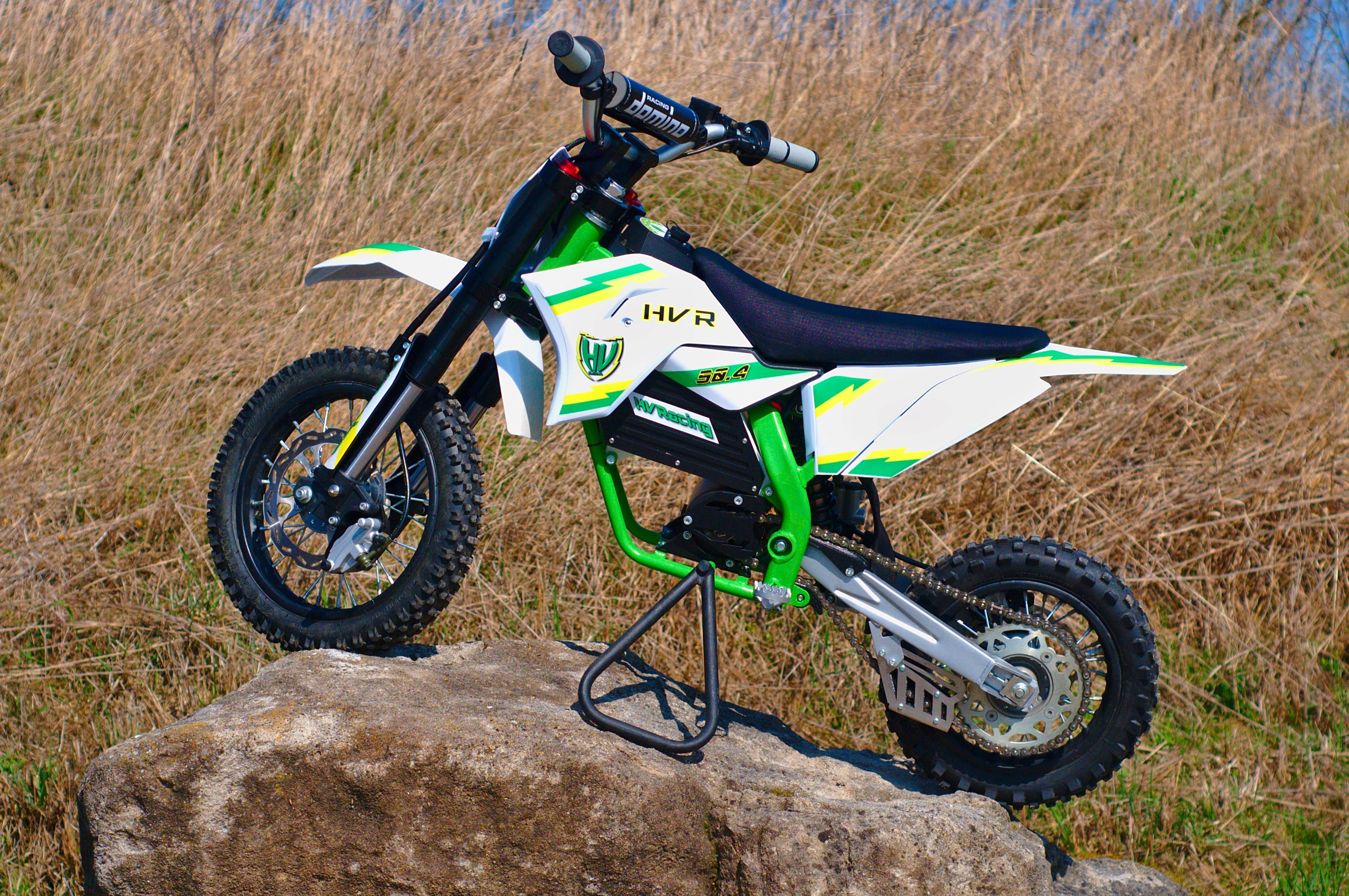
HVR 504 キンダーモトラッド

  - スーパーモト(50/640/690/950/990)
  - SMC(625/660/690)
- ハスクバーナ
  - SM(50/125/250/400/450/610/630)
  - SMR(125/250/449/511)
  - SMS(125/630)
  - TR650ストラーダ
  - 701スーパーモト
  - FS450
- アプリリア
  - SX(50/125)
  - ドルソデューロ
  - ペガソ
  - SXV(450/550)
- フサベル
  - FS(400/570/650)
- tm
  - SM(250)
  - SMR(125/450/530)
  - SMM(125/250/450/530)
  - SMX(250/450/530/660)
- VOR
  - S(450/501/570/600)
- ベータ
  - RS(400/450/520)
  - RR(50/125)
  - M4
- ガスガス
  - SM(50/125/250/400/450)
- ファンティック
  - カバッレロモタード(50/125/200)
- シェルコ
  - SM(50/125/450/510)
  - SM-R(50)
- キャノンデール
  - S440
- テラ・モデナ
  - 198
- BMW
  - G650X moto
  - F800GS
- ザックス
  - X-ROAD(125/250)
- マラグーティ
  - X3M(125)
- ビモータ
  - DB10ビモタード
- ドゥカティ
  - ハイパーモタード
- SWM
  - SM(125/500/650)
- AJP
  - PR3スーパーモト(125/240)
  - PR4スーパーモト(125/240)
  - PR5スーパーモト(250)
- リエフ
  - MRTスーパーモタード(50)
  - MRTプロスーパーモタード(50)
  - マラソンスーパーモタード(125)
  - マラソンプロスーパーモタード(125)
- ジェネリック
  - トリガーSM(50/125)
  - トリガーSM ONE(50)
  - トリガーSM COMPETITION(50)
  - TW SM(125)
- CCM
  - DSスーパーモト(404/604)
- AJS
  - JSMモタード(50/125)
- ATK
  - モタード(450/450スーパーモタード/500/600)
- ゼロ
  - FXS
- アルタ
  - レッドシフトSM
- クォンティア
  - EVO1 Supermotard
- HM
  - CRM(450/500)
- S&Tモータース
  - RX125SM
- HV Racing
  - 50mini/50/50PRO
  - HVR 60
  - HVR 65PRO
  - 50PRO SM
  - 65PRO SM

### 日本国内
- カワサキ
  - Dトラッカー（250/X・125）
  - KSR（I・II・110）

- スズキ
  - SMX(50)
  - DR-Z400SM
  - 250SB（上記カワサキ・DトラッカーのOEM）

- ホンダ
  - XRモタード（400・250・230・100・50）
  - CRF250M
  - FMX650

- ヤマハ
  - DT(50X/125X)
  - XT(125X/250X/660X)
  - WR(125X/250X)